# Céramique de Gjel

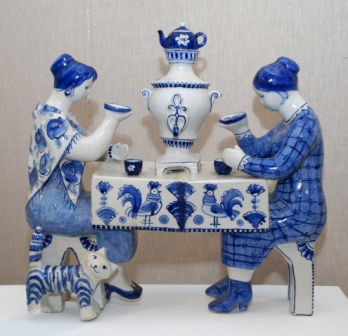
"Goûter à l'heure du thé" (1966).

La céramique de Gjel est un style de céramique qui tire son nom du village de Gjel, en Russie, où elle est produite depuis 1802 ; mais dès 1752, le chimiste Vinogradov avait reconnu les excellentes propriétés de ce matériau pour l'art de la céramique.

## Galerie d'images

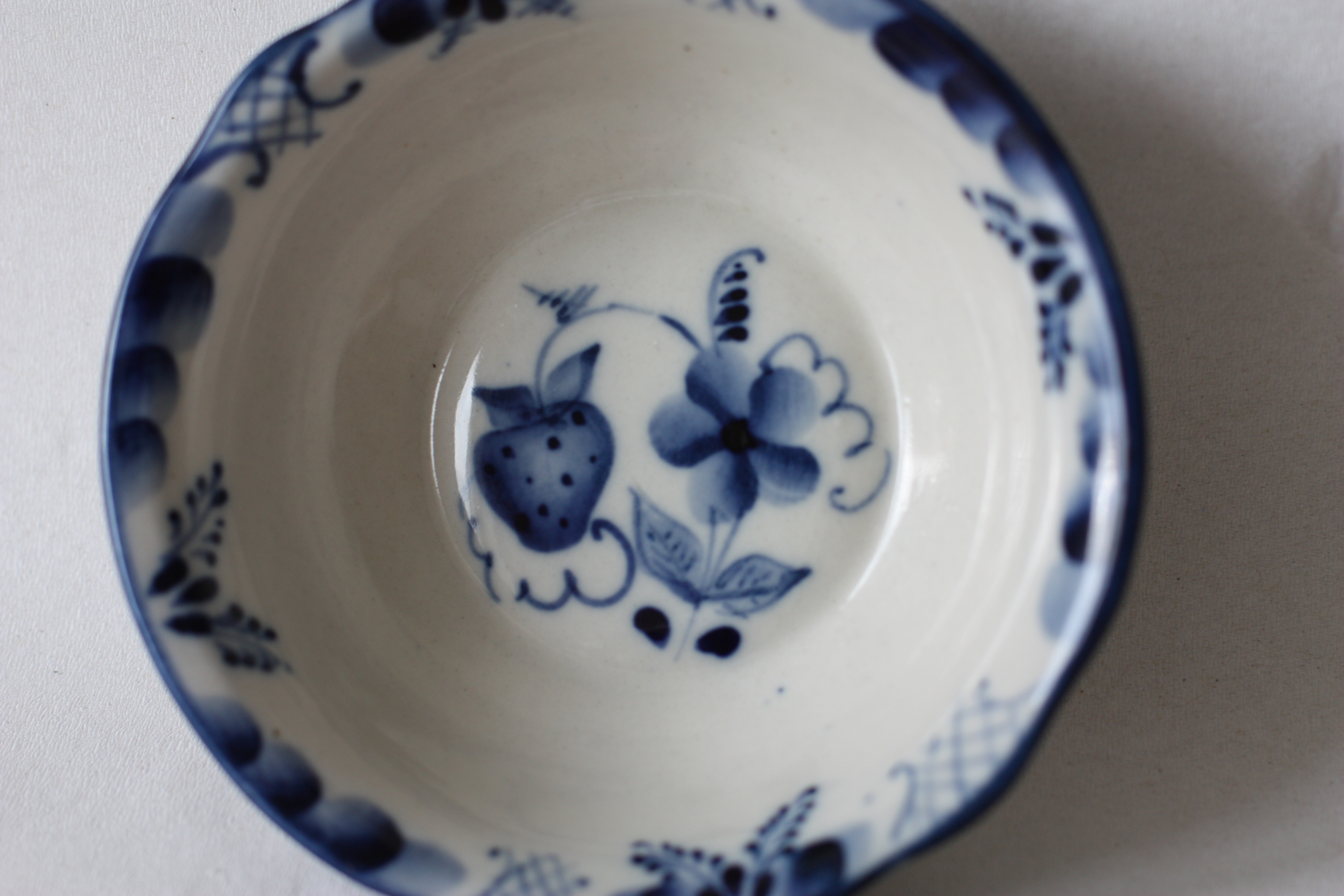
Céramique de Gjel (2009)